# Third Division 1994-1995
La Football League Third Division 1994-1995, conosciuta anche con il nome di Endsleigh Third Division per motivi di sponsorizzazione, è stato il 37º campionato inglese di calcio di quarta divisione, nonché il 3º con la denominazione di Third Division. 
La stagione regolare ha avuto inizio il 13 agosto 1994 e si è conclusa il 6 maggio 1995, mentre i play off si sono svolti tra il 14 ed il 27 maggio 1995. Ad aggiudicarsi la vittoria è stato il Carlisle United, che grazie al suo primo titolo di quarta divisione, è riuscito a tornare dopo nove anni nella categoria superiore. Le altre due promozioni in Football League Second Division sono state invece conseguite dal Walsall (2º classificato) e dal Chesterfield (vincitore dei play off).
Capocannoniere del torneo è stato Dougie Freedman (Chesterfield) con 24 reti.

## Stagione

### Novità
In previsione della riduzione dei club della Premier League, destinati a scendere da 22 a 20 nel 1995-1996, la Football League fu costretta a rimodulare il numero di promozioni e retrocessioni degli altri campionati professionistici. Per quanto riguarda la Football League Third Division, salirono nella divisione superiore tre squadre anziché quattro (le prime due classificate più la vincente dei play off) ed in conseguenza di ciò, il successivo torneo tornò ad essere a 24 partecipanti.
Al termine della stagione precedente, insieme ai campioni di lega dello Shrewsbury Town, salirono direttamente in Football League Second Division anche: il Chester City (2º classificato) ed il Crewe Alexandra (3º classificato). Mentre il neopromosso Wycombe Wanderers che giunse al 4º posto, ottenne la promozione attraverso i play-off. Il Northampton Town, ultimo classificato, venne invece riammesso al posto del Kidderminster Harriers (campione della Conference League), al quale fu negata la partecipazione alla Football League Third Division, perché non in possesso di uno stadio omologato per ospitare gare della Football League.
Queste quattro squadre furono rimpiazzate dalla quattro retrocesse dalla Football League Second Division: Fulham (relegato per la prima volta nel quarto livello del calcio inglese), Exeter City, Hartlepool United e Barnet.

### Formula
Le prime due classificate venivano promosse direttamente in Second Division, insieme alla vincente dei play off a cui partecipavano le squadre giunte dal 3º al 6º posto. Mentre l'ultima classificata retrocedeva in Conference League.

## Squadre partecipanti
| Squadra           | Città                           | Stadio              | Stagione precedente                                      |
| ----------------- | ------------------------------- | ------------------- | -------------------------------------------------------- |
| Barnet            | Londra (High Barnet)            | Underhill Stadium   | 24º posto in Football League Second Division, retrocesso |
| Bury              | Bury                            | Gigg Lane           | 13º posto in Football League Third Division              |
| Carlisle United   | Carlisle                        | Brunton Park        | 7º posto in Football League Third Division               |
| Chesterfield      | Chesterfield                    | Saltergate          | 8º posto in Football League Third Division               |
| Colchester United | Colchester                      | Layer Road          | 17º posto in Football League Third Division              |
| Darlington        | Darlington                      | Feethams Ground     | 21º posto in Football League Third Division              |
| Doncaster Rovers  | Doncaster                       | Belle Vue           | 15º posto in Football League Third Division              |
| Exeter City       | Exeter                          | St James Park       | 22º posto in Football League Second Division, retrocesso |
| Fulham            | Londra (Hammersmith and Fulham) | Craven Cottage      | 21º posto in Football League Second Division, retrocesso |
| Gillingham        | Gillingham                      | Priestfield Stadium | 16º posto in Football League Third Division              |
| Hereford United   | Hereford                        | Edgar Street        | 20º posto in Football League Third Division              |
| Hartlepool United | Hartlepool                      | Victoria Park       | 23º posto in Football League Second Division, retrocesso |
| Lincoln City      | Lincoln                         | Sincil Bank         | 18º posto in Football League Third Division              |
| Mansfield Town    | Mansfield                       | Field Mill          | 12º posto in Football League Third Division              |
| Northampton Town  | Northampton                     | Sixfields Stadium   | 22º posto in Football League Third Division, riammesso   |
| Preston North End | Preston                         | Deepdale            | 5º posto in Football League Third Division               |
| Rochdale          | Rochdale                        | Spotland Stadium    | 9º posto in Football League Third Division               |
| Scarborough       | Scarborough                     | Seamer Road         | 14º posto in Football League Third Division              |
| Scunthorpe United | Scunthorpe                      | Glanford Park       | 11º posto in Football League Third Division              |
| Torquay United    | Torquay                         | Plainmoor           | 6º posto in Football League Third Division               |
| Walsall           | Walsall                         | Bescot Stadium      | 10º posto in Football League Third Division              |
| Wigan Athletic    | Wigan                           | Springfield Park    | 19º posto in Football LeagueThird Division               |

## Classifica finale
|  | Pos. | Squadra          | Pt | G  | V  | N  | P  | GF | GS | DR  |
|  | ---- | ---------------- | -- | -- | -- | -- | -- | -- | -- | --- |
|  | 1    | Carlisle Utd     | 91 | 42 | 27 | 10 | 5  | 67 | 31 | +36 |
|  | 2    | Walsall          | 83 | 42 | 24 | 11 | 7  | 75 | 40 | +35 |
|  | 3    | Chesterfield     | 81 | 42 | 23 | 12 | 7  | 62 | 37 | +25 |
|  | 4    | Bury             | 80 | 42 | 23 | 11 | 8  | 73 | 36 | +37 |
|  | 5    | Preston N.E.     | 67 | 42 | 19 | 10 | 13 | 58 | 41 | +17 |
|  | 6    | Mansfield Town   | 65 | 42 | 18 | 11 | 13 | 84 | 59 | +25 |
|  | 7    | Scunthorpe Utd   | 62 | 42 | 18 | 8  | 16 | 68 | 63 | +5  |
|  | 8    | Fulham           | 62 | 42 | 16 | 14 | 12 | 60 | 54 | +6  |
|  | 9    | Doncaster        | 61 | 42 | 17 | 10 | 15 | 58 | 43 | +15 |
|  | 10   | Colchester Utd   | 58 | 42 | 16 | 10 | 16 | 56 | 64 | -8  |
|  | 11   | Barnet           | 56 | 42 | 15 | 11 | 16 | 56 | 63 | -7  |
|  | 12   | Lincoln City     | 56 | 42 | 15 | 11 | 16 | 54 | 55 | -1  |
|  | 13   | Torquay Utd      | 55 | 42 | 14 | 13 | 15 | 54 | 57 | -3  |
|  | 14   | Wigan            | 52 | 42 | 14 | 10 | 18 | 53 | 60 | -7  |
|  | 15   | Rochdale         | 50 | 42 | 12 | 14 | 16 | 44 | 67 | -23 |
|  | 16   | Hereford Utd     | 49 | 42 | 12 | 13 | 17 | 45 | 62 | -17 |
|  | 17   | Northampton Town | 44 | 42 | 10 | 14 | 18 | 45 | 67 | -22 |
|  | 18   | Hartlepool Utd   | 43 | 42 | 11 | 10 | 21 | 43 | 69 | -26 |
|  | 19   | Gillingham       | 41 | 42 | 10 | 11 | 21 | 46 | 64 | -18 |
|  | 20   | Darlington       | 41 | 42 | 11 | 8  | 23 | 43 | 57 | -14 |
|  | 21   | Scarborough      | 34 | 42 | 8  | 10 | 24 | 49 | 70 | -21 |
|  | 22   | Exeter City      | 34 | 42 | 8  | 10 | 24 | 36 | 70 | -34 |

Legenda:
      Promosso in Football League Second Division 1995-1996.
  Ammesso ai play-off.
      Retrocesso in Conference League 1995-1996.
Regolamento:
Tre punti a vittoria, uno a pareggio, zero a sconfitta.
In caso di arrivo di due o più squadre a pari punti, la graduatoria verrà stilata secondo i seguenti criteri:
- maggior numero di gol segnati
- differenza reti

Note:

Exeter City inizialmente retrocesso per il minor numero di gol segnati rispetto allo Scarborough e poi riammesso in Third Division 1995-1996.

## Spareggi

### Play-off

#### Tabellone
|  | Semifinali | Semifinali     | Semifinali | Semifinali | Semifinali |  |  | Finale       | Finale       | Finale |  |
|  |            |                |            |            |            |  |  |              |              |        |  |
|  | 6          | Mansfield Town | 1          | 2          | 3          |  |  |              |              |        |  |
|  | 3          | Chesterfield   | 1          | 5          | 6          |  |  | Chesterfield | Chesterfield | 2      |  |
|  | 5          | Preston N.E.   | 0          | 0          | 0          |  |  | Bury         | Bury         | 0      |  |
|  | 4          | Bury           | 1          | 1          | 2          |  |  |              |              |        |  |

#### Semifinali
|                   | Risultati |                   | Luogo e data                 |
| ----------------- | --------- | ----------------- | ---------------------------- |
| Mansfield Town    | 1-1       | Chesterfield      | Mansfield, 14 maggio 1995    |
| Chesterfield      | 5-2 (dts) | Mansfield Town    | Chesterfield, 17 maggio 1995 |
|                   |           |                   |                              |
| Preston North End | 0-1       | Bury              | Preston, 14 maggio 1995      |
| Bury              | 1-0       | Preston North End | Bury, 17 maggio 1995         |
|                   |           |                   |                              |

#### Finale
|              | Risultati |      | Luogo e data                             |
| ------------ | --------- | ---- | ---------------------------------------- |
| Chesterfield | 2-0       | Bury | Londra (Wembley Stadium), 27 maggio 1995 |
|              |           |      |                                          |